# Novale, Valdagno
Novale este o comună din provincia Vicenza, regiunea Veneto, Italia.

## Demografie
Format:Demografia/Novale